# Візит королеви Єлизавети II до Республіки Ірландія
Королева Сполученого Королівства Великої Британії та Північної Ірландії Єлизавета II та її чоловік принц Філіп здійснили державний візит до Республіки Ірландія з 17 по 20 травня 2011 року на запрошення президентки Ірландії Мері Макеліс. Це був перший візит правлячого британського монарха до території, яка зараз є Республікою Ірландія, після поїздки діда Єлизавети короля Георга V у 1911 році, коли весь острів Ірландія ще був частиною Сполученого Королівства Великої Британії та Ірландії.
У цей період у 1916 році під час Великоднього повстання проти британського панування в Ірландії було проголошено Ірландську Республіку. Військовий конфлікт із січня 1919 року остаточно призвів до поділу Ірландії 3 травня 1921 року. Північна Ірландія залишалася частиною Сполученого Королівства, тоді як Ірландська Вільна Держава стала самоврядним, а потім повністю незалежним Домініоном у складі Британської імперії. У 1936 році Ірландська вільна держава вилучила всі згадки про британську монархію зі своєї Конституції — зберігши «зовнішній зв'язок» з британською короною — і Співдружність вирішила продовжувати розглядати її як члена Співдружності. У 1937 році Ірландська вільна держава прийняла республіканську конституцію та перейменувала себе в Ірландію. У 1949 році Ірландія припинила асоціювати себе з країнами, що входили до складу Співдружності, і Співдружність вирішила вважати, що вона більше не є членом Співдружності.
Цей візит розглядався як символічна нормалізація відносин між Республікою Ірландія та Сполученим Королівством після підписання Угоди Страсної п'ятниці 1998 року, яка врегулювала більшість невирішених територіальних суперечок між державами, включаючи відмову Республіки від своїх територіальних претензій щодо Північної Ірландії, тим самим усунувши головну перешкоду для королівського візиту. В рамках візиту була проведена найбільша операція безпеки в історії Республіки Ірландія. Під час візиту королева відвідала місця, важливі для ірландського націоналізму в Дубліні, такі як Сад пам'яті та парк Кроук, де відбулася кривава неділя 1920 року. Вона також виступила з широко оціненою промовою про історію відносин між двома країнами. Візит був розкритикований ірландськими республіканськими та соціалістичними групами. Шинн Фейн, Об'єднаний лівий альянс, деякі незалежні ТД і кілька менших республіканських і соціалістичних груп, які організували акції протесту в місцях за маршрутом королеви.
Незважаючи на те, що цей візит був першим візитом королеви до Республіки, вона неодноразово відвідувала острів Ірландія протягом свого правління; однак її візити завжди обмежувалися Північною Ірландією. Її особисто відвідала в Лондоні президент Мері Робінсон у травні 1993 року, а потім кілька разів президент Мері Макеліс з 1997 року. У квітні 2014 року президент Майкл Гіґґінс відповів взаємністю на візит королеви, ставши першим президентом Ірландії, який здійснив державний візит до Сполученого Королівства.

## Анонсований візит
Візит королеви був офіційно оголошений Букінгемським палацом і Арас ан Ухтарáйн одночасно 4 березня 2011 року. У повідомленні королеви говорилося:
|  | Королева із задоволенням прийняла запрошення Президентки Ірландії відвідати Ірландію з державним візитом цього року. Королеву супроводжуватиме Герцог Единбурзький. |

Оголошення було багатоочікуваним, оскільки обидва уряди деякий час публічно очікували візит. Посол Великої Британії в Ірландії Девід Реддавей у 2009 році описав візит як «неминучий».

## Тло
Візит королеви Єлизавети ІІ відбувся через сто років після останнього візиту британського монарха, коли її дід, король Георг V, відвідав Кінгстаун (нині Дун Лірі), Дублін, Леопардстаун і Мейнут 8–12 липня 1911 року в рамках свого коронаційного туру.
Цей візит можна порівняти з візитом дядька принца Філіпа, лорда Маунтбеттена в 1979 році, коли він загинув під час бомбардування Тимчасової ІРА. Мер Слайго Метт Лайонс сказав, що місцева туристична індустрія все ще оговтується від вибуху: «До вбивства лорда Маунтбеттена Маллагмор приваблював багато англійців. Знадобилися роки і роки, щоб це відновилося, і воно так і не відновилося».
Старший син королеви, Чарльз, принц Вельзький, відвідав вечерю в Дублінському замку з Тишех Джоном Брутоном у 1995 році. Анна, королівська принцеса, і принц Ендрю, герцог Йоркський, також відвідали республіку між 1995 і 2010 роками. 19 березня 2004 року принц Чарльз здійснив приватний візит до замку Лісмор у графстві Вотерфорд на 60-річчя лорда Гартінгтона.
Королівська принцеса здійснила кілька візитів до Республіки Ірландія. Під час одного візиту 17 лютого 2004 року вона зустрілася з президенткою Мері Макеліс в Арас ан Ухтарáйн, потім відвідала Армійську школу верхового спорту в казармах Маккі та вручила нагороду на винокурні Old Jameson у Смітфілді, Дублін.
22 вересня 2001 року герцог Йоркський відвідав церемонію в Кінсейлі в графстві Корк з нагоди святкування 400-річчя битви при Кінсейлі. 5 лютого 2007 року герцог відвідав Дублін з метою сприяння торговельним зв'язкам, зустрівшись з президенткою Мері Макеліс і президентом США Берті Ахерном. Він зустрівся з Джоном Герлі, керуючим Центральним банком Ірландії, відвідав компанію, що займається вітровими електростанціями Airtricity, і відвідав вечерю, організовану Девідом Реддавеєм, послом Великої Британії.
У січні 1996 року, якраз перед одним із візитів своєї сестри, принц Едвард, граф Вессекський, відвідав Дублін, щоб вручити золоті нагороди Gaisce. 27 серпня 1999 року принц Едвард разом зі своєю дружиною Софі, графинею Вессекською, відвідав Дублінський замок для участі у всесвітній конференції Міжнародної асоціації премій і зустрівся з президенткою Макеліс.
Коли королева зустрілася з президентом Мері Робінсон у 1993 році, це була перша зустріч між главою ірландської держави та британським сувереном. Герцог Единбурзький відвідав Дублін 10 листопада 1998 року, це був його перший візит до Республіки Ірландія. Він прибув гелікоптером Королівських ВПС до Арас-ан-Уахтарайн і започаткував «Золоту зустріч тисячоліття» для ірландської компанії Gaisce — президентську нагороду. Принц Філіп також відвідав Дублін 26 квітня 2006 року, знову для вручення нагород Gaisce Awards і зустрівся з Берті Ахерном.

## Первинна реакція

### Ірландія
Тишех Енда Кенні пов'язав цей візит із повною дією Угоди Великої п'ятниці. Королеву вітала президентка Ірландії Мері Макеліс. Перший міністр Північної Ірландії та лідер Демократичної юніоністської партії Пітер Робінсон сказав, що візит є «знаком нормалізації відносин між нашими двома країнами», тоді як лідер «Шинн Фейн» Джеррі Адамс сказав, що «не думає, що це є Слушний час для візиту англійської королеви». Крім того, він назвав час візиту, який мав відбутися в річницю вибухів у Дубліні та Монагані, «особливо нечутливим». Мері Макеліс сказала, що це був «абсолютно правильний момент», і описала візит як «надзвичайний момент в історії Ірландії». Опитування громадської думки, проведене незадовго до візиту, показало, що його підтримують 77 % ірландців. Пізніше Адамс показав більш примирливий тон щодо візиту: «Я хочу бачити справжні і змістовно нові і кращі відносини між народами Ірландії і Британії…. Візит королеви Англії [sic] надає унікальну можливість британському істеблішменту дати зрозуміти, що це також є його наміром». Мартін МакҐіннесс, заступник першого міністра Північної Ірландії від Шинн Фейн, відхилив запрошення відвідати церемонії в Саду пам'яті та Національні військові меморіальні сади в Айлендбріджі, заявивши, що королівський візит був «передчасним».
Проте декого викликала занепокоєння вартість візиту. Дупутат від Соціалістичної партії Джо Гіґґінс запитав у Дойл Ерен, чи «королеву Англії [sic] можна було б ввічливо попросити оплатити вартість її ночівлі під час візиту до Ірландії», зауваживши, що «ірландський народ потребує фінансової допомоги, оскільки незабаром може опинитися — образно кажучи — на вулиці, оскільки країні загрожує банкрутство, щоб виплатити борги німецьких і французьких банків, які необачно зіграли в азартні ігри і програли в ірландській „бульбашці“ на ринку нерухомості». За словами Річарда Бойда Барретта, загальна вартість візиту склала приблизно 30 мільйонів євро (42 мільйони доларів США, 26 мільйонів фунтів стерлінгів).

### Велика Британія
Британський прем'єр-міністр Девід Камерон описав візит як «великий крок вперед» для дипломатичних відносин між двома країнами, тоді як колишній прем'єр-міністр сер Джон Мейджор також відкинув критику Джеррі Адамса про те, що візит був передчасним, сказавши, що візит поставив «печать на минулому та будує для майбутнього», і що не було «нічого рівноціннішого за значенням за останні кілька десятиліть».

### Безпека
Візит королеви спричинив низку погроз насильством. Поліція Ірландії запозичила два водомети у поліції Північної Ірландії для боротьби з будь-якими потенційними випадками порушення громадського порядку. За даними Скотланд-Ярду, дисидентські ірландські республіканці напередодні візиту погрожували вибухом у Лондоні. Це було перше за десятиліття закодоване попередження за межами Північної Ірландії, і погроза була зроблена з ірландського телефонного номера. Однак ця загроза не змінила рівень загрози ірландського тероризму у Великій Британії, який залишався на рівні «значний». Також напередодні візиту в Дубліні була оголошена терористична тривога. В автобусі, що прямував у Дублін, у Мейнуті, графство Кілдер, було знайдено трубну бомбу, яку було знешкоджено після попередження, зробленого до поліції. Другий підозрілий пакунок був знайдений у Дубліні в перший день візиту, але після перевірки був визнаний фальсифікацією. 17 травня повідомили про те, що в передмістях Дубліна Інчікор і Ферв'ю були закладені бомби.
У квітні 2014 року колишній комісар поліції Мартін Каллінан заявив, що члени Ірландської республіканської армії мали намір убити королеву, і були проведені арешти. Вибуховий пристрій знайшли на вулиці Дорсет, неподалік від Саду пам'яті. Ще під час польоту королеви з Лондона виникли сумніви, чи безпечно їй приземлитися в Ірландії, і прем'єр-міністр Великобританії Девід Кемерон у відповідь провів термінову нараду в ситуаційній кімнаті на Даунінг-стріт, поки вона була в повітрі.

### Висвітлення в медіа
Візит широко висвітлювали Raidió Teilifís Éireann (RTÉ) і TV3. RTÉ транслювало події на телебаченні, радіо та в Інтернеті. Увечері 17 травня наприкінці першого дня візиту транслювався спеціальний документальний фільм «Королева і ми» Томмі Ґормана.
Візит був відзначений трансляцією кількох документальних фільмів, серед яких:
- Заборонене кохання: Королівська сім'я, розповідь Розалін Лінехан на RTÉ
- Королева і ми, представлений Томмі Ґорманом на RTÉ
- Королева в Ірландії, спеціальний випуск BBC News[39]

Серед іноземних ЗМІ, які висвітлювали події, були BBC, Sky News, CNN, France 24, інформаційне агентство Xinhua та ІТАР-ТАРС. Було випущено майже 12 000 газетних статей і майже 1 400 роликів новин було показано на міжнародному телебаченні.
На наступний різдвяний сезон, згадуючи цей візит, RTÉ One транслювало спеціальну програму «Промова королеви».

## Маршрут
Хоча королева кілька разів виступала на публіці, глядачі більшу частину часу залишалися на відстані за огородженнями. В останній день свого візиту вона привітала представників громадськості під час короткої прогулянки на вулиці в Корку. Раніше вона зустрічалася з деякими представниками громадськості, яких заздалегідь ретельно відібрали.
Протягом трьох ночей свого візиту королева зупинилася в Фармлеї, державному гостьовому будинку в парку Фенікс.
У британській делегації було десять осіб.

### День 1 (17 травня)
Королева прибула до Ірландії, прилетівши на аеродром Кейсмент разом із герцогом Единбурзьким. Вона приземлилася за розкладом, «майже рівно опівдні». Коли вони вийшли з літака, її та її групу привітали танайсте та міністр закордонних справ Імон Ґілмор. Королева одягла нефритову зелену сукню Стюарта Парвіна і пальто в супроводі капелюха Рейчел Тревор-Морган, і молода дівчина на ім'я Рейчел Фокс із Шенкілла в Дубліні подарувала їй букет квітів.
Після прибуття її відвезли в Арас-ан-Вачтарайн, резиденцію президента Ірландії в Фенікс-парку, де її вітали президент Мері Макеліс та її чоловік Мартін. Потім королева і принц Філіп розписалися в Гостьовій книзі. Перебуваючи там, вона також перевіряла почесну варту Сил оборони у супроводі командира варти капітана Томаса Голмса (5-й піхотний батальйон Ірландської армії). На задньому плані пролунав салют з 21 гармати. Перед обідом в «Арасі» вона посадила дуб поруч з дзвоном миру в саду.
Переодягнувшись, вона вирушила до Саду пам'яті, де її зустрів міністр юстиції та оборони Алан Шаттер. Вона та президент Макеліс поклали вінок, а королева вклонилася, щоб вшанувати тих, хто загинув за незалежність Ірландії. Вона пішла до бібліотеки Трініті-коледжу, де оглянула Келлську книгу IX століття та арфу Трініті-коледжу XV століття, а також потиснула руку багатьом науковцям. Потім вона пішла у Фармлі на приватний вечір.
Згідно з опублікованим розкладом, вона прибуде до Арас-ан-Уахтарайн о 12:30, до Сад пам'яті о 15:15 і до Трініті-коледжу о 15:40.

### День 2 (18 травня)
Королева відвідала сховище Гіннесса, урядові будівлі та сади Національного військового меморіалу, де вона також поклала вінок, а потім приватно пообідала у Фармлі. Серед тих, хто був запрошений на церемонію Національного військового меморіалу, були лідери Асоціації оборони Ольстера, що викликало певний конфлікт.
Вона також відвідала спортивний стадіон Кроук Парк, який був місцем розстрілу футбольних глядачів британськими військами в 1920 році. Повідомлялося, що деякі офіційні особи Гельської атлетичної асоціації відмовилися відвідати захід у Кроук Парк, хоча Крісті Куні, президент GAA, привітав королеву, сказавши: «Ваша Величносте, від імені членів Гельської атлетичної асоціації по всій Ірландії і в усьому світі я радий вітати вас у нашій штаб-квартирі в Кроук-Парку». Королеву познайомили з чотирма міжокружними гальськими гравцями у футбол і герлінг і подарували оригінальний херлі «Оффалі».

#### Промова в Дублінському замку
Увечері в Дублінському замку відбувся державний обід на честь королеви. Після промови та тосту президента Макаліса королева виголосила промову про відносини між Ірландією та Сполученим Королівством. Зміст промови, написаної королевою та її заступником особистого секретаря, викликав широку похвалу з боку ірландських медіа та політиків, у тому числі президента Шинн Фейн Джеррі Адамса. Королева почала свою промову ірландською мовою: «A Uachtaráin, agus a chairde», — сказала вона — «Президентко і друзі», що змусило президентку Макеліс повернутись до інших за столом і тричі сказати «Вау». Королева відзначила прогрес, досягнутий у мирному процесі в Північній Ірландії, додавши: «Те, що колись було лише сподіваннями на майбутнє, тепер стало реальністю: минуло майже рівно 13 років відтоді, як переважна більшість населення Ірландії та Північної Ірландії проголосувала за угоду, підписану у Страсну п'ятницю 1998 року, проклавши шлях до того, щоб Північна Ірландія стала тим захоплюючим і надихаючим місцем, яким вона є сьогодні».

### День 3 (19 травня)
Королева оглянула Ірландський національний кінний завод у Таллі, графство Кілдер, який тривав близько півгодини. Після цього вона відвідала конний завод Ага-Хана в Гілтауні на південь від Кілкаллена в графстві Кілдер. Вона обідала з Ага-ханом, його родиною та іншими гостями. Увечері вона відвідала Національний конференц-центр у Дубліні на вечірці в британському посольстві, на якій королева приймала президентку. Було показано найкраще з ірландської та британської моди, а їх було 45 хвилинний концерт, включаючи виступи The Chieftains, Westlife і Riverdance, супроводжуваний мовником Гей Бірн. Посол Великої Британії Джуліан Кінг оголосив, що «Королева і Герцог Единбурзький разом з Президенткою Макеліс і двома тисячами запрошених гостей з усієї Ірландії познайомляться з кращими зразками ірландської музики, танцю, театру і моди на унікальному заході, присвяченому цьому візиту». Королеву вітали тривалими оплесками та оваціями, коли вона вийшла на сцену в кінці концерту.

### День 4 (20 травня)
Королева відвідала Скелю Кашель у Кашелі, графство Тіпперері, по дорозі до Корка, де Майкл Браун, мер міста від Шинн Фейн, привітав її та потиснув їй руку.
Після Кешела вона відвідала Coolmore Stud, найбільше у світі підприємство з розведення коней, у Фетарді, графство Тіпперері. Протягом багатьох років вона відправляла кобил на розведення в кінний завод. Після екскурсії закладом вона повечеряла з Джоном Маньє та видатними особами індустрії кінних перегонів, а також іншими гостями, які не були ідентифіковані.
Перебуваючи в Корку, королева відвідала міський Англійський ринок на Прінсес-стріт, після чого зробила незаплановану прогулянку вздовж вулиці Ґранд Парад, вітаючи представників громадськості на вулиці, перед тим, як піти до Національного інституту Тиндаля, дослідницький центр, який є частиною Університетського коледжу Корка. Вона покинула країну з аеропорту Корка пізно вдень.

## Протести

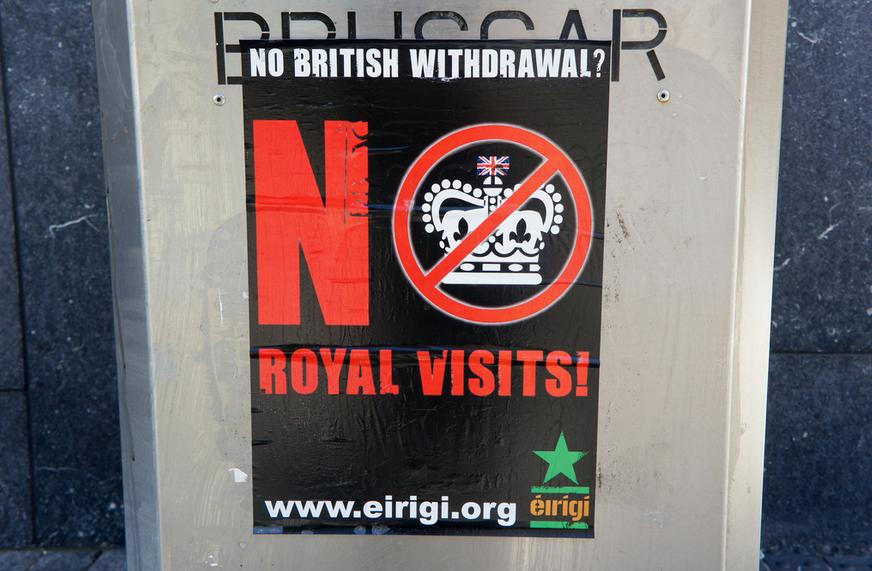
Плакат у Корку з протестом проти візиту.

Ірландський антивоєнний рух (IAWM) провів мирну акцію протесту проти королівського візиту о 18:30 17 травня біля Головного поштового відділення (GPO) на О'Коннелл-стріт, Дублін, за участю колишніх британських солдатів і родичів одного британського солдата загинули в Афганістані. Близько 100 людей зібралися на знак протесту проти присутності військ Британської корони в Афганістані та Іраку. Акція протесту та церемонія покладання вінків соціалістичною республіканською партією Éirígí на вулиці Мур у Дубліні пройшла мирно. Протест республіканської Шинн Фейн та Руху за суверенітет 32 графств на розі Дорсет-стріт і Хардвік-стріт призвів до штовханини з поліцією, і в повітря було випущено кілька повітряних кульок.
18 травня невелика акція протесту, організована республіканцем Шинн Фейн, відбулася мирно біля Кроук Парк під час візиту королеви на стадіон. Під час її візиту до Дублінського замку протести біля собору Крайст-Черч, організовані такими групами, як Éirígí та Рух за суверенітет 32 округів, включали сотні людей, вісім із яких були заарештовані.

## Спадщина
У червні 2012 року було оголошено, що заступник першого міністра Північної Ірландії Мартін МакҐіннес із Шинн Фейн зустрінеться та потисне руку королеві під час королівського візиту до провінції. Візит королеви до республіки, який багато хто вважав успішним, згадувався дехто як фактор, який вплинув на рішення Шінн Фейн зустрітися з королевою. Лорд Емпі, голова Юніоністської партії Ольстера, зазначив, що відмова Шинн Фейн зустрітися з королевою в Дубліні викликала негативну реакцію громадськості, і сказав, що в результаті зустріч була неминуча, тоді як Геррі Адамс з Шинн Фейн сказав, що зустріч буде бути «правильним вчинком у потрібний час і з правильних причин».
Головною спадщиною візиту стало те, що він створив основу для державного візиту Президента Ірландії до Сполученого Королівства у 2014 році.